# بلوجی
بلوی جی یک محیط یکپارچه توسعه نرم‌افزار برای جاوا (زبان برنامه‌نویسی) است که بیشتر برای اهداف آموزشی ایجاد شده گرچه همچنین برای توسعه نرم‌افزار مقیاس کوچک هم مناسب است.